# Mbuluzi
Mbuluzi (također poznata kao iMbuluzi ili Umbeluzi) je jedna od glavnih rijeka Esvatinija i važna rijeka u Mozambiku. Na granici ovih zemalja, Mbuluzi presijeca gorje Lebombo, nakon čega ulazi u mozambičku ravnicu. Ulijeva se u Estuário do Espírito Santo, a zatim u zaljev Maputo,. Na ušću je 2018. napravljen Most Maputo-Katembe.
Rijeka ima dva izvora, jedan sjeverno od Mbabanea, koji je poznat kao Crni Mbuluzi, i drugi u srednjem pojasu blizu Manzinija, koji je poznat kao Bijeli Mbuluzi, ili imBuluzane. Rijeka prolazi kroz sjeveroistočnu nizinu Eswatinija, posebno prolazeći kroz Nacionalni park Hlane Royal i rezervat prirode Shewula. U Eswatiniju, u blizini plantaža šećera Mhlume, rijeka je ukroćena branom Mnjoli. U Mozambiku je poznata kao Umbeluzi, a tamo je zarobljena branom Pequenos Libombos. Rijeka prima brojne pritoke.
Druge dvije velike rijeke ulijevaju se u zaljev Maputo, naime rijeka Komati ili Incomati sa sjevera i rijeka Veliki Usutu ili Maputo s juga.

## Vanjske poveznice
|  | Zajednički poslužitelj ima još gradiva o temi Mbuluzi |

- Southern Mozambique: The Umbeluzi river is running dry – A Verdade (clubofmozambique.com)